# Mutua intelligibilità

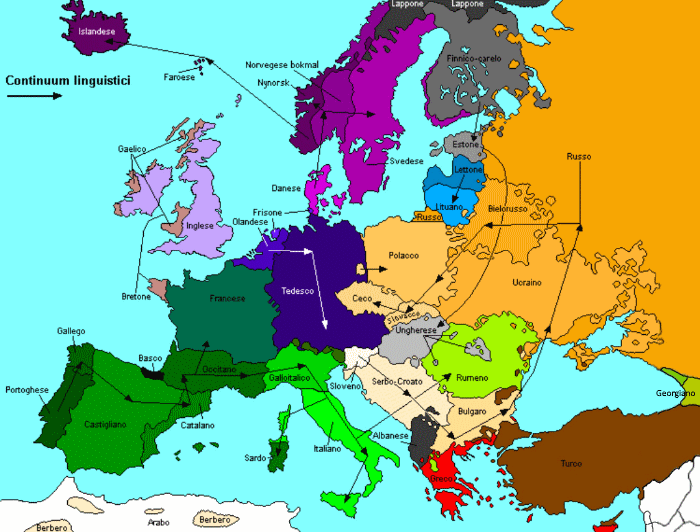
I più importanti continua linguistici in Europa

In linguistica, la mutua intelligibilità o intercomprensione è la proprietà che caratterizza un gruppo di lingue distinte quando i rispettivi parlanti possono capire con relativa facilità la lingua dell'altro, senza doverla apprendere. L'intercomprensione reciproca può essere asimmetrica fra le lingue, nel caso in cui il parlante di una lingua capisca più e più facilmente la lingua dell'altro piuttosto che il contrario.
Affinché un individuo acquisisca la competenza base sufficiente a comprendere una seconda lingua (denominata L2), oltre alla lingua materna o prima lingua (L1) sono richiesti tempi e sforzi considerevoli attraverso lo studio e/o la pratica diretta. Tuttavia, per i numerosi gruppi delle lingue appartenenti alla medesima famiglia e di prossima filogenesi, simili per grammatica, vocabolario, pronuncia o altre caratteristiche, per i rispettivi parlanti è spesso relativamente facile realizzare un certo grado di intercomprensione.
Tale mutua intelligibilità esiste fra molte lingue geograficamente prossime o appartenenti alla medesima famiglia linguistica, spesso nel contesto del continuum dialettale. 
Le lingue reciprocamente comprensibili possono essere creoli o varianti geograficamente adiacenti di due lingue indipendenti, tuttavia, la chiarezza fra le lingue può variare fra gli individui o le comunità, secondo la loro conoscenza dei vari registri e del vocabolario della loro propria lingua, il loro interesse o nella familiarità con altre culture.

## Asimmetria nell'intelligibilità
L'intelligibilità asimmetrica è un comune fenomeno che si presenta quando in una coppia di lingue considerate mutuamente intelligibili, i parlanti di una lingua hanno maggior facilità nel comprendere l'altra lingua rispetto al caso opposto. Questo può succedere quando le due lingue sono imparentate ma una ha una grammatica semplificata; pertanto i parlanti della lingua più complessa riescono a comprendere la lingua semplificata mentre il contrario è più difficile. Per esempio, i locutori dell'olandese trovano più semplice comprendere la lingua afrikaans rispetto al viceversa. Caso analogo riguarda l'islandese e le altre lingue scandinave: la prima, presentando caratteristiche pressoché invariate dal norreno, è considerata più difficile da comprendere dai parlanti delle altre lingue del ramo.

## Lingue mutuamente intelligibili o varianti di una stessa lingua?
Secondo molti linguisti, due o più lingue che dimostrano un grado sufficientemente alto di chiarezza reciproca non dovrebbero essere considerate lingue distinte ma varianti della stessa lingua. Per contro, a volte, lingue considerate come varietà di una stessa lingua - secondo credenze popolari, questioni politiche o per convenzione storica - non sono in pratica reciprocamente intercomprensibili (vedi dialetto e continuum dialettale).

## Lista delle lingue intercomprensibili in varia misura

### Nella forma scritta e parlata

#### Lingue indoeuropee
- Lingue germaniche
  - afrikaans, limburghese, olandese e basso-tedesco. Sono parzialmente intercomprensibili.[8]
  - tedesco e lussemburghese.[5]
  - danese, norvegese e svedese. Queste tre lingue costituiscono il gruppo scandinavo continentale. Il danese scritto e il bokmål norvegese scritto sono particolarmente vicini ma non mutuamente intelligibili e non abbastanza da poter avere una conversazione comprensibile parlando ciascuno la sua lingua, benché la fonologia e la prosodia di tutte e tre le lingue differiscano abbastanza. In ogni caso i locutori della Scandinavia non possono capirsi, salvo norvegesi e svedesi, inoltre è noto come i norvegesi comprendano lo svedese meglio di come gli svedesi comprendano il norvegese.[9]
  - frisone e olandese sono in qualche misura intercomprensibili.
  - inglese e scots.[10]
- Lingue slave[1]
  - bielorusso, russo, ruteno e ucraino appartengono al gruppo slavo orientale.[11]
  - bulgaro e macedone - il sottogruppo orientale delle lingue slave meridionali. Fino al 2 agosto 1944 (data dell'istituzione ufficiale), il macedone o meglio i vari dialetti dell'odierna Repubblica di Macedonia venivano considerati, dagli specialisti, per lo più dialetti bulgari o più di rado, dialetti serbi.
Il bulgaro e il macedone sono di fatto due varianti della stessa lingua, anche se ormai considerati, pur essendo intelligibili, come due idiomi distinti.[12]
  - bosniaco, croato, serbo e montenegrino (precedentemente classificati come una lingua unica, il serbo-croato) nel sottogruppo occidentale del ramo sud delle lingue slave.[13]
  - sloveno e serbo-croato sono parzialmente intercomprensibili e a livello asimmetrico.[14][15]
  - polacco, slovacco, ceco e sorabo appartenenti tutte al ramo ovest delle lingue slave (nota: nessuna di queste lingue è reciprocamente comprensibile alle altre in maniera completa, specie tra i vari dialetti).[16][17][18]
- Lingue romanze[19]
  - Il francese e le altre lingue d'oïl, come il vallone e il normanno, hanno una buona intercomprensibilità[20].
  - Il catalano e l'occitano sono altamente intercomprensibili nella forma scritta, sebbene l'intercomprensibilità nella forma parlata vari a seconda dei diversi dialetti occitani.
  - Le lingue italo-romanze sono relativamente intellegibili tra loro. Alcune lingue derivate dal latino (come per esempio l'italiano, lo spagnolo, il catalano e il portoghese brasiliano) sono intelligibili in larga misura, sono reciprocamente comprensibili. Sono anche parzialmente comprensibili con le lingue retoromanze (ladino, friulano, romancio).[21].
  - Il francese, francoprovenzale, piemontese e occitano presentano alcuni fonemi e parole simili, essendo parzialmente intelligibili[22].
  - Tra varianti italo-dalmate quali l'italiano standard, il siciliano, il napoletano, il romanesco e il corso c'è una buona intercomprensibilità, anche se limitata alle volte. Nello specifico, i dialetti corsi sono intelligibili a tal punto da indurre molti studiosi a ritenere i suoi dialetti settentrionali delle varianti toscane a tutti gli effetti; il sassarese e gallurese, sovente ritenuti come affini ai dialetti meridionali del corso, sono intercomprensibili con i vari dialetti dell'isola vicina, con l'italiano e, limitatamente e in maniera asimmetrica, col sardo nella sua variante logudorese (generalmente i sardofoni capiscono i locutori sassaresi, galluresi, corsi e italiani ma non altrettanto accade a questi ultimi).
  - Lo spagnolo, il portoghese, il galiziano, l'asturo-leonese, l'aragonese e il catalano hanno una buona intercomprensibilità.
  - Tra spagnolo, portoghese e italiano sussiste un'intercomprensibilità asimmetrica[23].
  - Il rumeno, l'arumeno, il meglenorumeno e l'istrorumeno sono altamente intercomprensibili, ma mostrano una limitata intercomprensibilità con le altre lingue romanze.
  - Il sardo mostra una limitata intercomprensibilità con le altre lingue romanze, fra cui i dialetti italo-dalmati e lo spagnolo.
- Lingue celtiche
  - Il gaelico scozzese e il gaelico irlandese, due lingue sorelle varianti della lingua goidelica.[24]
- Lingue indo-iraniche
  - punjabi, hindi, urdu, gujarati, seraiki e hindko.[25]

#### Lingue austronesiane
- samoano, tongano e tuvaluano.
- malese e indonesiano; sono sostanzialmente la stessa lingua, ma si distinguono perlopiù per motivi culturali.[26]
- cebuano e hiligaynon.
- tagalog e filippino; quest'ultimo può essere considerato un dialetto tagalog.[27]

#### Tai-kadai
- thailandese, shan e laotiano.
- laotiano e isan. I due idiomi sono estremamente simili e sono da molti considerati varianti di un'unica lingua.
- zhuang e bouyei.

#### Lingue turche
- turco, azero, urum e gagauz.[28][29]
- qashqai e khalaj.
- turkmeno, tataro della Crimea e salar.[28]
- tataro, ciuvascio e baschiro.[28]

#### Lingue ugro-finniche
- finlandese, estone, meänkieli e careliano.[30] Finlandesi ed estoni possono vicendevolmente comprendere gran parte dei vocaboli di tali lingue nella forma scritta, meno nella forma parlata.[30]

#### Bantu
- zulu e xhosa.[31]
- bukusu e masaaba.

#### Afro-asiatiche
- Molte varianti del berbero, in particolare nei dialetti del nord, tra i berberi tamazight.

### Solo nella forma parlata

#### Lingue altaiche
- uzbeco, kazako e uiguro.[32]

#### Lingue indoeuropee
- tagico, bukhori e farsi (incluso il dari).
- hindi e urdu.[25]
- dungano e cinese mandarino; la prima lingua sembra essere una variante del cinese mandarino scritto in alfabeto cirillico.
- lingue slave - la massima parte delle lingue slave confinanti sono intercomprensibili.
  - bielorusso e ucraino con il polacco.
  - serbo, croato, bosniaco e sloveno.[13] vedi anche Lingua serbo-croata
  - croato, bosniaco e serbo presentano un minimo grado di intelligibilità asimmetrica verso il polacco: i parlanti di queste lingue slave balcaniche affermano di capire il polacco più facilmente di come un polacco sembri capire tali lingue.
- tedesco e yiddish.[33]
- spagnolo e giudeo-spagnolo.[34][35]

#### Lingue semitiche
La lingua maltese e alcuni dialetti arabi tunisini sono in una certa misura intercomprensibili ma gli influssi dell'italiano, del siciliano e dell'inglese sul lessico maltese ne limitano enormemente la reciproca comprensione.

### Solo nella forma scritta
- Tutte le varietà della lingua cinese, come per esempio il mandarino e il cantonese, tranne nel caso si utilizzino vernacolarismi o rappresentazioni dirette della lingua parlata. I locutori di tutti i dialetti cinesi moderni hanno poca difficoltà nell'intendere il cinese scritto, specie dopo l'istruzione scolastica secondaria. La cosa non è sorprendente perché lo sviluppo storico delle caratteristiche peculiari della scrittura cinese, cioè l'uso di ideogrammi non associati direttamente alla pronuncia, fu motivato e incentivato soprattutto dall'esistenza per più di 2000 anni di una vastissima entità statale, l'Impero cinese, caratterizzato da una grandissima varietà di lingue molto diverse tra di loro. In questo contesto, l'adozione e lo sviluppo di un sistema di scrittura ideografico non correlato direttamente dalla pronuncia ha consentito nei secoli la comunicazione dei concetti e delle idee. Semplicemente ognuno poteva leggere foneticamente in maniera diversa ciò che era stato espresso tramite ideogrammi non fonetici.
- Meno naturale è il fatto che il cinese scritto può essere parzialmente inteso dai giapponesi altamente competenti nella lettura della loro lingua; l'inverso è sempre possibile ma con un grado di comprensione inferiore in quanto il largo uso di caratteri fonetici nel giapponese ne aumenta la difficoltà. Questo perché la struttura fonetica della lingua giapponese, basata su parole plurisillabiche con netta prevalenza di sillabe con schema [CV], è completamente diversa da quella dei linguaggi fonetici cinesi, basata largamente su parole monosillabiche e su una sintassi relativamente semplice, e che quindi si prestano bene ad essere rappresentati da singoli ideogrammi.
- Un parlante di islandese può leggere il norreno e il faroese senza particolari difficoltà.
- Tedesco e olandese sono parzialmente intelligibili nella forma scritta, tuttavia le lingue parlate sono molto difficili da comprendere. In effetti i locutori olandesi possono capire meglio il tedesco scritto che viceversa.[5]
- Francese e italiano hanno un vocabolario simile, ma le ampie differenze fonetiche le rendono maggiormente intercomprensibili a livello scritto e tuttavia in maniera asimmetrica, per cui per un locutore di italiano è più facile comprendere il francese nella sua forma scritta, piuttosto che il contrario.
- I greci che conoscono la katharevousa possono leggere il greco classico con qualche difficoltà. La sola conoscenza del greco moderno (inteso come dhimotikì) non permette la comprensione del greco antico: la semplificazione operatasi nei secoli ha eliminato o sostituito gran parte delle strutture fondamentali del greco classico.
- Un locutore in ebraico può generalmente leggere l'ebraico antico e la mishnah con poca difficoltà.
- Le lingue dravidiche del sud dell'India, la telugu e la lingua kannada.

## Lingue non mutuamente intelligibili
- Molte lingue germaniche, benché imparentate, non sono generalmente mutuamente intelligibili.
  - Inglese, scots e alto tedesco (incluso il tedesco).
  - Svedesi, norvegesi e danesi hanno grandi difficoltà nel comprendere l'islandese e faroese.
  - La lingua tedesca standard non è intelligibile con molti dialetti alto-tedeschi.
- Arabo orientale e arabo magrebino.
- Malese e indonesiano non sono intercomprensibili con il tagalog.
- Varie lingue sinitiche o dialetti cinesi come cinese mandarino e cantonese parlati.
- Diverse lingue romanze, nonostante appartengano alla stessa famiglia, non sono intercomprensibili quando sono geograficamente distanti.
- Le lingue slave sono reciprocamente comprensibili, seppur in gradi differenti.
- La lingua ungherese e le altre della famiglia ugro-finnica non sono mutualmente intelligibili in nessun modo.
- La lingua lettone e quella lituana, le due grandi lingue appartenenti alla famiglia baltica, non sono intercomprensibili, nonostante abbiano una grammatica simile.
- La lingua greca non è generalmente mutuamente intelligibile con molti dialetti greci, in special modo con quelli sviluppatisi in comunità isolate, quali il grico, il greco cipriota e il greco pontico.
- La lingua maltese, appartenente alla famiglia delle lingue semitiche solitamente non è in nessun modo intelligibile con la lingua siciliana. Alcune frasi, però, possono essere espresse enfatizzando il lessico di origine romanza oppure il lessico di origine semitica. La scelta della varietà lessicale può sottintendere una preferenza culturale e politica verso uno stile più "continentale" oppure verso uno stile più autoctono. Per esempio la frase "il tempio è situato dall'altra parte della piazza del villaggio" può essere espressa come: "It-tempju sitwat oppost il-pjazza tal-villaġġ" oppure "Il-maqdes jinsab biswit il-misraħ tar-raħal". La non intelligibilità è quindi sovente determinata dalla grammatica tipicamente non romanza.

## Lingue un tempo mutuamente intelligibili, ora estinte
- Ebraico biblico, moabita, edomita, ammonita e fenicio. I primi quattro di questi formavano il gruppo canaanita del sud ed a volte sono chiamate "lingue ebraiche".
- Varie lingue germaniche dell'antichità classica e dell'alto medioevo, incluso il norreno, l'antico inglese, l'antico sassone, il gotico, il burgundo e il vandalico.
- Lingua faroese e norn.
- Antico avestano e sanscrito vedico.
- Latino e falisco.
- Il sannita e le altre lingue del gruppo osco (parlate fino al I secolo d.C. dalle Marche fino alla Calabria, con l'esclusione di parte della Puglia, di parte del Lazio e delle zone esclusivamente grecofone). L'intelligibilità invece era limitata con l'umbro, sebbene strettamente imparentato al sannita (infatti spesso si parla di lingue osco-umbre).
- Il dalmatico ed alcuni dialetti italiani nord-orientali furono probabilmente parzialmente intercomprensibili.
- Il mozarabico era probabilmente parzialmente intercomprensibile con le altre lingue iberiche nella forma parlata.